# 오토망게어족
오토망게어족(영어: Oto-Manguean languages)은 여러 아메리카 원주민 언어들이 이루는 큰 어족이다. 현존하는 오토망게어족 언어들은 모두 멕시코의 토착어이지만, 오늘날에는 사멸한 망게어파 언어들은 남쪽으로 니카라과와 코스타리카까지 퍼져 있었다. 오토망게어족은 증명된 어족으로 널리 인정받으나, 최근 이 지위가 의심받고 있다.
오토망게어족 언어 화자 수가 가장 많은 곳은 오아하카주로, 가장 규모가 큰 두 어파인 사포텍어파와 미슈텍어파를 통틀어 150만 명 정도의 화자가 거주한다. 멕시코 중부, 특히 멕시코주, 이달고주, 케레타로주에서는 오토파메어파 언어들이 사용되는데, 오토미어와 그 가까운 친척인 마사와어 화자가 총 50만 명이 넘는다. 일부 오토망게어족 언어들은 사멸이 진행 중이거나 심각한 사멸 위기에 처해 있는데, 예컨대 이슈카텍어와 마틀라칭카어는 각각 250명 미만의 대부분 고령인 화자들이 사용한다. 멕시코 바깥에서 쓰이던 망게어파의 언어들은 현재 사멸했고, 그 중 치아파넥어는 최근 들어 사멸했다. 틀라파넥어와 가장 가까운 수브티아바어를 비롯한 다른 언어들은 사멸한 지 오래되어 20세기 초의 기록을 통해서만 알려져 있다.
오토망게어족은 메소아메리카에서 가장 다양하고 널리 퍼져 있는 어족이다. 오토망게어족의 내적 다양성은 인도유럽어족에 비견할 만 하며, 오토망게조어는 기원전 약 2천 년 전에 쓰였을 것으로 추정된다. 이는 적어도 지난 4천 년 간 오토망게어족 언어들이 메소아메리카의 다른 언어들과 공존해 왔고, 그 과정에서 메소아메리카 언어 지역이라는 언어동조대의 일부로 볼 만한 공통적인 특징들이 발달했다는 뜻이다. 그러나 오토망게어족은 여러 지점에서 다른 메소아메리카의 어족들과 구별되기도 한다. 오토망게어족은 북아메리카, 메소아메리카 및 중앙아메리카에서 유일하게 소속 언어들이 모두 성조 언어이다. 또한 오토망게어족은 다른 메소아메리카의 언어들보다 훨씬 분석적인 구조를 갖고 있다. 오토망게어족의 또 다른 특징으로는 거의 모든 소속 언어들이 VSO형(동사-주어-목적어) 어순을 기본으로 삼는다는 점이다.

## 지리적 분포 및 인구

### 서부 오토망게어족

#### 오토파메어파

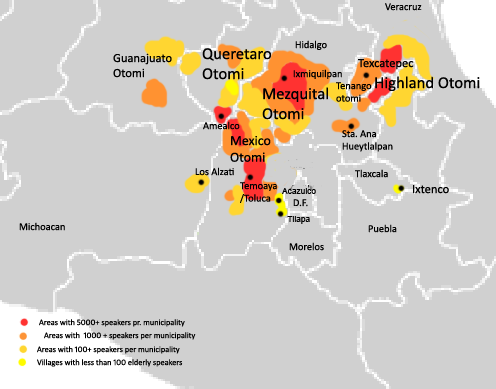
멕시코 중부의 오토미어 방언 구획 지도

오토파메어파 언어들은 멕시코 중부와 서부에서 쓰이고, 오토미어군과 파메어군으로 나뉜다. 오토미어군에는 멕시코주, 이달고주, 푸에블라주 및 베라크루스주에서 약 293,000명이 사용하는 오토미어와 멕시코주 서부에서 약 35만 명이 사용하는 마사와어, 그리고 마틀라칭카어(산프란시스코오흐토틸파 마을에서 약 1000명이 사용)와 틀라위카어(또는 오퀼테코어, 오퀼란시에서 약 400명이 사용)가 이루는 사멸 위기의 마틀라칭카어군(멕시코주)이 속한다. 파메어군에는 타마울리파스주와의 경계에 위치한 리오베르데시 북부에서 약 5500명이 사용하는 북부 파메어, 산타마리아아카풀코 마을에서 약 4000명이 사용하는 중부 파메어, 사멸한 남부 파메어를 아우르는 파메어(산루이스포토시주)와, 과나후아토주의 산루이스델라파스시 근처의 미시온데치치메카스에서 약 200명이 사용하는 치치메카호나스어가 속한다.
오토미어는 전통적으로 단일한 언어로 보지만, 많은 방언이 모두 서로 소통 가능한 것은 아니다. 국제 SIL의 에스놀로그에서는 오토미어를 아홉 개의 개별 언어들을 포괄하는 이름으로 취급하며, 각 언어에 개별적인 ISO 부호를 할당하고 있다. 현재 오토미어의 방언들은 모두 합쳐 약 239,000명이 사용하며, 이 중에서 5~6%가 단일언어 화자이다. 최근의 이주 경향으로 인해 멕시코와 미국의 곳곳에서 소규모 오토미어 화자 집단이 생겨나고 있다. 오토미어는 일부 지역에서는 왕성하게 사용되고, 어린이들이 자연스러운 전수를 통해 오토미어를 습득하고 있다. 그러나 이흐텡코(틀락스칼라주), 산티아고틸라파 아카술코(멕시코주), 크루스델팔마르(과나후아토주)의 세 개 방언은 현재 사멸 진행 중이라고 여겨진다. 몇몇 도시에서는 오토미어 단일 사용자 비율이 13.1%(베라크루스주 테흐카테펙)에서 22.3%(이달고주 우에우에틀라시)에 이르기도 한다. 단일언어사용은 보통 남성보다 여성에게서 확연히 높게 나타난다.

#### 치난텍어파
치난텍어파 언어들은 오아하카주 북부와 베라크루스주 남부의 퀴카틀란, 이흐틀란데후아레스, 투흐테펙 및 초아판 구에서 약 93,000명이 사용한다. 에스놀로그에서는 14개 언어에 각각 ISO 부호를 부여했다.

#### 틀라파넥망게어파
틀라파넥어는 게레로주에서 약 75,000명이 사용한다. 네 가지 주요 방언이 있으며, 사용되는 지역 이름을 따 각각 아카테펙, 아소부, 말리날테펙, 틀라코아파라고 부른다. 최근의 노동 이주로 인해 틀라파넥어 화자 공동체가 모렐로스주에 생겨났다. 니카라과에서 쓰였으나 현재는 사멸한 수브티아바어와 매우 가까운 관계이다.
망게어파는 모두 사멸했다. 이 어파에는 20세기 초까지 니카라과와 코스타리카에서 쓰였던 망게어와 초로테가어, 그리고 멕시코 치아파스주에 1990년대까지 극소수 화자가 존재했으나 현재는 사멸한 치아파넥어가 속했다.

### 동부 오토망게어족

#### 포폴로카어파
포폴로카어파에는 푸에블라주 남부 테우아칸 및 테페히데로드리게스 근처에서 약 3만 명이 사용하는 일곱 가지 포폴로카어군 언어들과, 그와 가까운 관계에 있으며 오아하카주 북부에서 약 7백 명이 사용하는 초초어, 그리고 오아하카주 북부에서 약 12만 명이 사용하는 여덟 가지 마사텍어군 언어들과 산타마리아이흐카틀란에서 8명 미만이 사용하는 (거의 사멸한) 이흐카텍어가 속한다. 포폴로카어파는 베라크루스주에서 쓰이는 포폴루카어와는 다른데, 후자는 미헤소케어족에 속하므로 관련 없는 언어들이다. 마사텍어군은 휘파람 발화를 활발히 사용하는 것으로 유명하다.

#### 사포텍어파

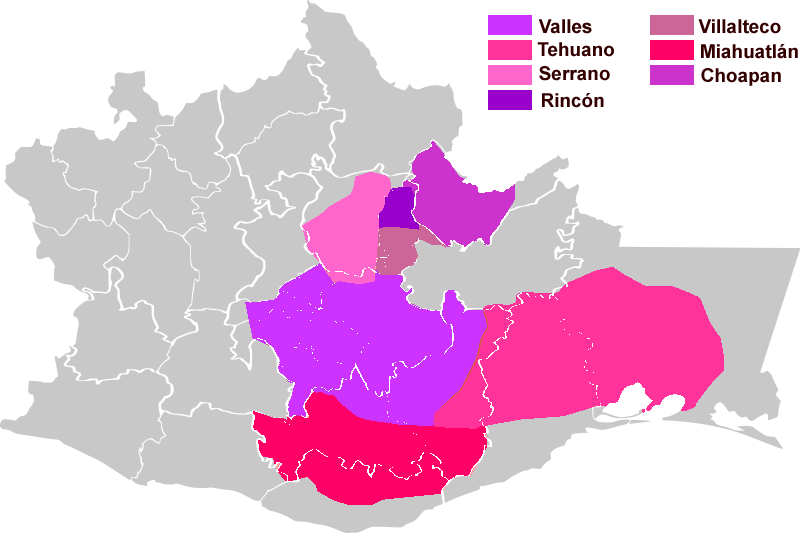
오아하카주 내의 사포텍어 방언군 지도

사포텍어파에는 사포텍어군(총 화자 수 약 785,000명) 및 그와 가까운 관계의 차티노어군(약 23,000명)이 속한다. 이 언어들은 전통적으로 오아하카주 중부와 남부에서 쓰여 왔으나, 최근의 노동 이주로 인해 멕시코 전역과 미국에까지 퍼져나갔다.
사포텍어군의 언어들과 방언들은 지리적으로 크게 시에라노르테(북부) 사포텍, 협곡 사포텍, 시에라수르(남부) 사포텍, 지협 사포텍의 네 구역으로 나뉜다. 북부 사포텍어는 북부 시에라마드레 산맥에 들어가는 오아하카주의 산악 지역에서 사용되며, 남부 사포텍어는 남부 시에라마드레 산맥 지역에서 사용된다. 협곡 사포텍어는 오아하카 협곡에서 쓰이며, 지협 사포텍어는 테우안테펙 지협에서 사용된다. 에스놀로그에서는 57개의 사포텍어군 언어들과 6개의 차티노어군 언어들에 개별적인 ISO 부호를 할당하고 있다.

#### 미슈텍어파

오아하카주 내의 미슈텍어파 언어들(초록)과 트리키어, 퀴카텍어, 아무스고어 등 이웃 언어들

미슈텍어파에는 약 511,000명이 사용하며 매우 다양하고 서로 소통 가능하지 않은 미슈텍어들과, 24,500여 명이 사용하는 트리케어군(또는 트리키어군), 그리고 약 15,000명이 사용하는 퀴카텍어가 속한다. 미슈텍어파 언어들은 전통적으로 라미스테카라는 지역에서 사용되며, 이 지역은 오아하카주, 푸에블라주 및 게레로주에 걸쳐 있다. 이 지역으로부터 이주가 일어나면서 미슈텍어파 언어들은 멕시코의 주요 도심 지역, 특히 멕시코주와 멕시코시티와, 바하칼리포르니아주 산퀸틴과 모렐로스주 및 소노라주 일부 지역 등 특정 농업 지역, 심지어는 미국에까지 뻗어나갔다. 미슈텍어는 서로 소통이 불가능하기도 한 수많은 지역 방언의 복합체이다. 미슈텍어는 때로 지리적으로 구분되기도 하나, 방언권이 지리적 영역과 일치하는 것은 아니며, 방언들 간의 엄밀한 역사적 관계는 밝혀지지 않고 있다. 미슈텍어의 방언 수는 물론 무엇을 분류 기준으로 삼느냐에 따라 달라지며, 정부 기관에서는 한때 방언차가 전혀 없다고 공언한 바 있다. 국제 SIL에서는 상호 소통 가능성에 관한 조사와 현지의 문맹 퇴치 프로그램을 통해 50가지 이상의 미슈텍어군 언어를 확인하고 각각에 ISO 부호를 부여했다.
네 가지 아무스고어를 게레로주와 오아하카주의 코스타치카 지역에서 약 44,000명이 사용한다. 멕시코 정부에서 공인하는 네 가지 방언은 각각 북부 아무스고어(통칭 게레로 또는 쇼치스틀라우아카(주요한 마을 이름) 아무스고어), 남부 아무스고어(북부 아무스고어의 하위 방언으로 여겨졌었음), 고지 동부 아무스고어(통칭 오아하카 또는 산페드로아무스고스 아무스고어), 저지 동부 아무스고어(통칭 이팔라파 아무스고어)이다. 이 방언들은 서로 매우 유사하나, 서부(북부와 남부) 방언들과 동부(고지 및 저지 동부) 방언들 사이에는 상당한 차이가 있고, 이는 1970년대의 녹음된 텍스트를 이용한 실험에서 밝혀졌다.

## 음운론

### 음운론적 공통점
모든 오토망게어족 언어들은 성조가 있다. 일부 언어들에는 두 가지 평탄 성조만 있으며, 다른 언어들은 최대 5개의 평탄 성조를 가지고 있다. 또한 많은 언어에 여러 가지 굴곡 성조가 존재한다. 많은 오토망게어족 언어들에서는 모음의 비음화가 음소적이다. 또 많은 언어에 순음, 특히 파열음이 없고, 순음 파열음이 있는 경우에는 보통 오토망게조어의 */kʷ/가 변해 생긴 것이다.

### 음절 구조
오토망게조어에서는 CV (혹은 CVʔ) 구조의 개음절만이 허용되었다. 음절의 초성 자음군은 매우 제한적이며, 대개 치찰음-CV, CyV, CwV, 비음-CV, ChV, 또는 CʔV만이 허용되었다. 오늘날의 많은 오토망게어족 언어들에서도 이러한 음절 구조의 제약이 남아 있지만, 오토파메어파를 비롯한 다른 언어들에서는 어말 자음군 및 긴 초성 자음군을 모두 허용한다. 예컨대 /nlʔo2spt/ '그들의 집들'이라는 북부 파메어 단어는 초성과 종성 자리에 각각 자음이 세 개씩 온다.

### 오토망게조어의 음운 체계
오토망게조어에 대해 다음과 같은 음소들이 재구된다.
| 재구된 오토망게조어의 자음 음소 |            |        |          |          |        |
|                                 | 순연구개음 | 치경음 | 경구개음 | 연구개음 | 성문음 |
| 파열음                          | *kʷ        | *t     |          | *k       | *ʔ     |
| 마찰음                          |            | *s     |          |          |        |
| 비음                            |            | *n     |          |          |        |
| 활음                            | *w         |        | *j       |          |        |

| 재구된 오토망게조어의 모음 음소 |      |      |
| 전설                            | 중설 | 후설 |
| *i                              |      | *u   |
| *e                              |      |      |
|                                 | *a   |      |

Rensch는 또한 오토망게조어에 네 가지 성조를 재구한다. 이후 Terrence Kaufman이 수정한 재구에는 음소 */ts/, */θ/, */x/, */xʷ/, */l/, */r/, */m/ 및 */o/와, 이중모음 */ia/, */ai/, */ea/ 및 */au/가 추가되었다.
오토망게어족 언어들은 오토망게조어의 매우 제한적인 음운 체계로부터 크게 변화해 왔다. 많은 언어에 모음과 자음이 풍부하다. 또 많은 언어에 마찰음이 다양하게 존재하고, 일부 어파(특히 사포텍과 치난텍)에서는 파열음과 마찰음에 유무성 대립이 있다. 오토파메어파의 유성음 계열은 마찰음과 파열음 모두를 변이음으로 갖는다. 오토미어군에는 다양한 전설, 중설, 후설 모음도 존재한다. 미슈텍어파에 대한 어떤 분석에서는 유성 선비음화 파열음 및 파찰음을 상정하는데, 이는 자음 연쇄로도 볼 수 있겠으나 해당 언어들에서 다른 자음 연쇄는 나타나지 않는다.
다음은 오토망게어족의 하위 어파들을 구분하는 단순한 음운 변화들 중 일부이다.
*/t/ > /tʃ/: 차티노어
*/kʷ/ > /p/: 치아파넥 망게어, 오토파메어파, 지협 사포텍어
*/s/ > /θ/: 미슈텍어파
*/s/ > /t/: 차티노어
*/w/ > /o/ (모음 앞): 오토파메어파
*/j/ > /i/ (모음 앞): 오토파메어파 및 아무스고어

### 성조 체계
오토망게어족 언어들은 폭넓은 성조 체계를 보이는데, 일부 언어는 최대 10가지 성조 대립이 있으며 다른 일부에는 두 가지뿐이다. 몇몇 언어들은 음의 상대적인 높낮이만을 구별하는 평탄 성조 체계이다. 다른 언어들에는 음높이가 변화하는 굴곡 성조 체계가 있다. 그러나 대부분의 언어가 평탄 성조와 굴곡 성조를 모두 사용한다. 다른 언어들에서 종종 성조가 최근에야 획득했거나 소멸하는 중인 부수적 현상인 데 반해, 오토망게어족의 성조는 언어구조 안에 깊이 스며들어 있다. 대부분의 오토망게어족 언어에서 성조는 어근의 의미를 구별하고 문법적 범주를 나타내는 데 모두 쓰인다. 치키위틀란 마사텍어에는 네 가지 성조가 있고 다음과 같은 최소대립쌍이 나타난다. cha1 /tʃa˥/ '내가 말한다', cha2 /tʃa˦/ '어려운', cha3 /tʃa˧/ '그의 손', cha4 /tʃa˩/ '그가 말한다'.
평탄 성조가 가장 많은 언어는 우실라 치난텍어로, 굴곡 성조는 없으며 다섯 개의 음높이를 구별한다. 치카와흐틀라의 트리케어도 비슷한 체계이다.
코팔라 트리케어는 혼합 체계를 갖는데, 평탄 성조는 세 개뿐이지만 굴곡 성조에서는 다섯 가지 음높이가 사용된다.
다른 많은 체계에서는 평탄 성조 세 개만 사용되며, 예시로는 틀라파넥어와 테흐멜루카 사포텍어가 있다.
오토파메어파 언어들은 두 가지 평탄 성조와 한 가지 굴곡 성조만 있는 소규모 체계인 경우가 흔하며, 예시로는 파메어와 오토미어가 있다. 마틀라칭카어나 치치메카 호나스어 등의 다른 언어들에는 굴곡 성조 없이 평탄 성조만 존재한다.
일부 언어들에서는 강세가 성조에 영향을 주는데, 예컨대 파메어에서는 강세를 받은 음절에만 성조 대립이 나타난다. 차티노어에서는 여러 음절 중 마지막 것에만 규칙적으로 강세가 오며, 성조 역시 마지막 음절에서만 구별된다. 마사와어에서는 반대로 마지막 음절을 제외한 모든 음절에서 성조가 구별된다. 틀라파넥어에서는 단어의 성조 굴곡에 따라 강세 위치가 결정된다. 대부분의 언어에서 다른 음절이나 단어의 성조에 영향을 받아 음절이나 단어의 성조가 바뀌는 성조 접변이 일어난다. 치난텍어에는 접변 규칙이 없으나 미슈텍어와 사포텍어에는 복잡한 접변 규칙이 존재한다. 마사텍어의 일부 방언에는 복잡한 접변 규칙이 있고(예: 소발테펙어) 다른 방언에는 없다(예: 와우틀라 마사텍어). 일부 언어(특히 미슈텍어파)에는 층계 체계도 있는데, 일부 성조가 "오르막(upstep)" 또는 "내리막(downstep)"이어서 이어지는 모든 음절들의 성조 음높이를 올리거나 내리는 것을 말한다.

### 휘파람 발화
여러 오토망게어족 언어들에는 휘파람 발화 체계가 존재해서, 단어와 어구의 성조 연쇄를 휘파람으로 부는 것만으로 먼 거리까지 정보를 전달할 수 있다. 치난텍, 마사텍, 사포텍 어파에 흔하다.

## 개관
| 오토망게어족의 하위 분류 |                   |                    |              |                           | |
| 어족                     | 어파              | 어파               | 어파         | 언어                      | 사용 지역 및 화자 수                                                                                    |
| 오토망게어족             | 서부 오토망게어족 | 오토파메치난텍어파 | 오토파메어파 | 오토미어군 (Hñähñu)       | 멕시코 중부 (약 212,000)                                                                                |
| 오토망게어족             | 서부 오토망게어족 | 오토파메치난텍어파 | 오토파메어파 | 마사와어 (Hñatho)         | 멕시코주 (약 350,000)                                                                                   |
| 오토망게어족             | 서부 오토망게어족 | 오토파메치난텍어파 | 오토파메어파 | 마틀라칭카어              | 멕시코주. 오퀼텍틀라위카어 (약 450) 및 산프란시스코 마틀라칭카어 (약 1,300)                             |
| 오토망게어족             | 서부 오토망게어족 | 오토파메치난텍어파 | 오토파메어파 | 파메어                    | 산루이스포토시주. 남부 파메어 (화자가 없는 것으로 추정), 중부 파메어 (약 5,000), 북부 파메어 (약 5,000) |
| 오토망게어족             | 서부 오토망게어족 | 오토파메치난텍어파 | 오토파메어파 | 치치메카호나스어          | 과나후아토주, 산루이스포토시주 (약 1,500)                                                               |
| 오토망게어족             | 서부 오토망게어족 | 오토파메치난텍어파 | 치난텍어파   | 치난텍어                  | 오아하카주 북부 및 베라크루스주 남부 (약 224,000)                                                       |
| 오토망게어족             | 서부 오토망게어족 | 틀라파넥망게어파   | 틀라파넥어파 | 틀라파넥어 (Me'phaa)      | 게레로주 (약 75,000)                                                                                    |
| 오토망게어족             | 서부 오토망게어족 | 틀라파넥망게어파   | 틀라파넥어파 | 수브티아바어 (†)          | 온두라스                                                                                                |
| 오토망게어족             | 서부 오토망게어족 | 틀라파넥망게어파   | 망게어파     | 치아파넥어 (†)            | 치아파스주                                                                                              |
| 오토망게어족             | 서부 오토망게어족 | 틀라파넥망게어파   | 망게어파     | 망게어 (†)                | 니카라과                                                                                                |
| 오토망게어족             | 서부 오토망게어족 | 틀라파넥망게어파   | 망게어파     | 초로테가어 (†)            | 코스타리카                                                                                              |
| 오토망게어족             | 동부 오토망게어족 | 포폴로카사포텍어파 | 포폴로카어파 | 마사텍어군                | 오아하카주 북동부 및 베라크루스주 (약 206,000)                                                          |
| 오토망게어족             | 동부 오토망게어족 | 포폴로카사포텍어파 | 포폴로카어파 | 이슈카텍어                | 오아하카주 북부 (< 100)                                                                                 |
| 오토망게어족             | 동부 오토망게어족 | 포폴로카사포텍어파 | 포폴로카어파 | 초초어                    | 오아하카주 북부 (< 1000)                                                                                |
| 오토망게어족             | 동부 오토망게어족 | 포폴로카사포텍어파 | 포폴로카어파 | 포폴로카어군              | 푸에블라주 남부 (약 30,000)                                                                             |
| 오토망게어족             | 동부 오토망게어족 | 포폴로카사포텍어파 | 사포텍어파   | 사포텍어군 (50여 개 언어) | 오아하카주 중부 및 동부 (약 785,000)                                                                    |
| 오토망게어족             | 동부 오토망게어족 | 포폴로카사포텍어파 | 사포텍어파   | 차티노어                  | 오아하카주 (약 23,000)                                                                                  |
| 오토망게어족             | 동부 오토망게어족 | 포폴로카사포텍어파 | 사포텍어파   | 파파부코어                | 오아하카주                                                                                              |
| 오토망게어족             | 동부 오토망게어족 | 포폴로카사포텍어파 | 사포텍어파   | 솔텍어                    | 오아하카주                                                                                              |
| 오토망게어족             | 동부 오토망게어족 | 아무스고미슈텍어파 | 아무스고어파 | 아무스고어 (약 4개 방언)  | 오아하카주 및 게레로주 (약 44,000)                                                                      |
| 오토망게어족             | 동부 오토망게어족 | 아무스고미슈텍어파 | 미슈텍어파   | 미슈텍어군 (30여 개 언어) | 오아하카주 중부, 남부, 서부, 푸에블라주 남부 및 게레로주 동부 (약 511,000)                              |
| 오토망게어족             | 동부 오토망게어족 | 아무스고미슈텍어파 | 미슈텍어파   | 퀴카텍어                  | 오아하카주 퀴카틀란 (약 18,500)                                                                         |
| 오토망게어족             | 동부 오토망게어족 | 아무스고미슈텍어파 | 미슈텍어파   | 트리케어 (또는 트리키어)  | 오아하카주 서부 (약 23,000)                                                                             |

## 참조
- Bartholomew, Doris (October 1960). “Some revisions of Proto-Otomi consonants”. 《International Journal of American Linguistics》 26 (4): 317–329. doi:10.1086/464591. JSTOR 1263552.
- Brinton, Daniel G. (1886). “Notes on the Mangue; An Extinct Dialect Formerly Spoken in Nicaragua”. 《Proceedings of the American Philosophical Society》 23 (122): 238–257.
- Brown, Cecil H. (2015). “Paleobiolinguistics of New World Crops and the Otomanguean Language Family”. 《Ethnobiology Letters》 6 (1): 189–191. doi:10.14237/ebl.6.1.2015.436.
- Campbell, Lyle (1997). 《American Indian Languages: The Historical Linguistics of Native America (Oxford Studies in Anthropological Linguistics, 4)》. New York: Oxford University Press. ISBN 978-0-19-509427-5.
- Fernández de Miranda, Mariá Teresa; Roberto J. Weitlaner (1961). “Sobre Algunas Relaciones de la Familia Mangue”. 《Anthropological Linguistics》 3 (7): 1–99.
- Kaufman, Terrence; Justeson, John (2009). “Historical linguistics and pre-columbian Mesoamerica”. 《Ancient Mesoamerica》 20 (2): 221–231. doi:10.1017/S0956536109990113.
- Merrifield, William R (1981). 《Proto Otomanguean kinship》. International Museum of Cultures Publication, 11. Dallas: Summer Institute of Linguistics.
- Newman, Stanley; Weitlaner, Roberto (1950a). “Central Otomian I:Proto-Otomian reconstructions”. 《International Journal of American Linguistics》 16 (1): 1–19. doi:10.1086/464056. JSTOR 1262748.
- Newman, Stanley; Weitlaner, Roberto (1950b). “Central Otomian II:Primitive central otomian reconstructions”. 《International Journal of American Linguistics》 16 (2): 73–81. doi:10.1086/464067. JSTOR 1262851.
- Rensch, Calvin (1977). 〈Classification of the Oto-Manguean Languages and the position of Tlapanec〉 (PDF).   David Oltrogge; Calvin Rensch. 《Two Studies in Middle American Comparative Linguistics》. Publications in Linguistics, Publication Number 55. Summer Institute of Linguistics. 53–108쪽.
- Sapir, Edward (1925). “The Hokan affinity of Subtiaba in Nicaragua”. 《American Anthropologist》. New Series 27 (3,4): 402–435, 491–527. doi:10.1525/aa.1925.27.3.02a00040.
- Sicoli, Mark A. (2005). 〈Oto-Manguean languages〉.   Philipp Strazny. 《Encyclopedia of Linguistics》. New York: Fitzroy Dearborn. 797–800쪽.
- Soustelle, Jacques (1993) [1937]. 《La familia Otomí-Pame del México central》. Sección de Obras de Historia (스페인어). 번역 Nilda Mercado Baigorria Translation of: "La famille Otomí-Pame du Mexique central", doctoralesis판. México, D.F.: Centro de Estudios Mexicanos y Centroamericanos, Fondo de Cultura Económica. ISBN 978-968-16-4116-0.
- Suárez, Jorge A. (1977). 《El tlapaneco como lengua Otomangue》 (스페인어). México, D.F.: Universidad Nacional Autonoma de México.
- Suárez, Jorge A. (1983). 《The Mesoamerican Indian Languages》. Cambridge Language Surveys. Cambridge: Cambridge University Press. ISBN 978-0-521-22834-3.
- Longacre, Robert E. (1968). 〈Systemic Comparison and Reconstruction〉.   Norman A. McQuown; R. Wauchope. 《Handbook of Middle American Indians》. 5: Linguistics. Austin: University of Texas Press. 117–159쪽. ISBN 978-0-292-73665-8. OCLC 277126.
- Longacre, Robert E. (1966). “On Linguistic Affinities of Amuzgo”. 《International Journal of American Linguistics》 32 (1): 46–49. doi:10.1086/464878.
- Josserand, J. Kathryn; Winter, Marcus; Hopkins, Nicholas (1984). 《Essays in Otomanguean Culture History》. Nashville, Tennessee: Vanderbilt University Publications in Anthropology.